# Renato de Castro
Renato Menezes de Castro (Goianésia, 20 de junho de 1975) é um agropecuarista e político brasileiro, atualmente filiado ao partido União Brasil. Sua trajetória política inclui mandatos como deputado estadual por Goiás e diversas passagens pelo cargo de prefeito de Goianésia.

## Carreira Política
Iniciou sua trajetória política como vice-prefeito de Goianésia, eleito em 2008 na chapa liderada por Gilberto Naves. Durante esse período, assumiu a prefeitura em duas ocasiões: por 30 dias, em julho de 2010, devido a um licenciamento do titular, e por 47 dias, em 2012, após a renúncia do prefeito no final do mandato.
Foi eleito deputado estadual por Goiás em duas ocasiões. Em 2014, filiado ao Partido dos Trabalhadores (PT), obteve 23.219 votos (0,74% dos votos válidos).  Posteriormente, em 2022, já filiado ao União Brasil, foi eleito novamente, com 35.842 votos (1,04% dos votos válidos). 
Renunciou ao mandato de deputado estadual em 30 de dezembro de 2016 para assumir a prefeitura de Goianésia, após ser eleito prefeito pelo PMDB na eleição municipal de 2016.
Em 2024, foi novamente eleito prefeito de Goianésia, desta vez pelo União Brasil, recebendo 25.278 votos (56,22% dos votos válidos). 

## Outras Atividades
Ocupou a presidência da Companhia de Desenvolvimento Econômico de Goiás (Codego) entre fevereiro de 2021 e março de 2022, período em que deixou o cargo para disputar as eleições de 2022. 

## Formação e Atuação Profissional
Formado em Economia, Renato também é empresário no setor agropecuário, com destaque para a produção de seringueira e criação de gado de corte. Ele também tem experiência internacional, tendo estudado inglês em San Diego, Califórnia, nos Estados Unidos, e espanhol em Málaga, na Espanha.

## Trajetória Familiar
Renato é descendente de uma família com forte tradição política em Goiás. Seu bisavô materno, Laurentino Martins Rodrigues, foi o fundador e primeiro prefeito eleito de Goianésia, atuando no cargo entre 1955 e 1958. Por parte de pai, seu bisavô, José Carrilho Arantes, foi vereador de Jaraguá de 1951 a 1955, representando o distrito de Goianésia. Seu pai, Manoel Castro de Arantes, também fez parte da política local, tendo sido vereador e presidente da Câmara Municipal de Goianésia, e sempre esteve ativamente envolvido no desenvolvimento do município.